# Bjarkøy
Bjarkøy es un antiguo municipio de la provincia de Troms, Noruega. El 1 de enero de 2013 se fusionó con el municipio de Harstad. Se encontraba formado por varias islas, la mayor de las cuales era Grytøya. Otras eran: Bjarkøya, Sandsøya, Helløya, Flatøya y Meløyvær. El centro administrativo fue la ciudad de Nergården, en la isla Bjarkøya.
Tierra de vikingos, fue sede de Thorir Hund, quien derrotó y mató al santo patrono de Noruega, el rey Olaf II el Santo, en la batalla de Stiklestad. El municipio se originó en la antigua parroquia de Sand, que se constituyó en municipio el 1 de enero de 1838, cambiando en 1887 su nombre por el de Bjarkøy. En 1964 parte de su territorio fue transferido al municipio de Tranøy. Impulsada por el proyecto de construcción de un túnel submarino que uniera las principales islas, el 1 de enero de 2013 se tomó la decisión de unirlo al fronterizo municipio de Harstad.